# 札幌市立義務教育学校福移学園
札幌市立義務教育学校福移学園（さっぽろしりつ ぎむきょういくがっこう ふくいがくえん, 英 : Fukui Gakuen Compulsory Education School Sapporo）は札幌市東区中沼町240番地に位置する義務教育学校。同校は札幌市初の義務教育学校であり、札幌市唯一の特認校の義務教育学校である。
2023年4月1日に札幌市立福移小学校と同市立福移中学校が閉校し、校舎はそのままで札幌市立義務教育学校福移学園が開校した。
屋上の天文台は1985年（昭和60年）に設置され、2008年（平成20年）には西岡天文台より口径35cm反射望遠鏡が寄贈された。現在でも年に数回観測会が行われている。
福移という地名は、前身校名に由来するものであり、入植した福岡藩士が「福岡」から「移住」してきたことに基づく。

## 目標
教育目標
- 自然を愛し 互いを認め合い 未来を切り拓く 児童生徒の育成[3]

目指す児童生徒像
Fukuism  ~自立した人になる 思いやりのある人になる 発信できる人になる~

## 学校行事
出典：
- 4月
  - 1学期始業式
  - 入学式
  - 対面式
- 5月
  - 修学旅行
  - 宿泊学習
  - 野外学習
- 7月
  - 1学期終業式
- 8月
  - 2学期始業式
- 9月
  - 収穫祭
  - ステージ発表会
- 11月
  - 球技大会
- 12月
  - 2学期終業式
- 1月
  - 3学期始業式
- 3月
  - 卒業式

## 生徒会活動
各委員会の委員長と生徒会長、生徒会副会長、生徒会書記は執行部に属し、各務執行する。
- 児童会
  - 図書文化委員会
  - 保健体育委員会
  - 生活委員会
  - 情報放送委員会
- 生徒会
  - 図書文化常任委員会
  - 保体常任委員会
  - 生活常任委員会
  - 放送常任委員会

実績
2022年 放送委員会 NHK杯全国中学校放送コンテスト札幌地区大会テレビ番組部門「クマとの共生」最優秀賞受賞
2021年 放送委員会 NHK杯全国中学校放送コンテストテレビ番組部門「2021福移中の今」優良賞受賞
2019年 放送委員会 NHK杯全国中学校放送コンテストテレビ番組部門「もやし大研究」優良賞受賞
2018年 放送委員会 NHK杯全国中学校放送コンテストテレビ番組部門「動物の殺処分ゼロ化に向けて」優良賞受賞

## 部活動
福移学園後期課程には現在4つの部活動が設置されているが、事実上、卓球部は活動していない。
体育系
- バドミントン部
- 卓球部
- 水泳部

文化系
- 美術部

## 沿革
- 1884年（明治17年）- 福岡藩士による寺子屋教育が始まる[6]。
- 1893年（明治26年）- 篠路教育所の福移分教所開校[6]。
- 1900年（明治33年）- 札幌郡公立福移尋常小学校開校[6][13]。
- 1914年（大正03年）- 石狩川治水工事に伴い、校舎を現在の場所に移転[6]。
- 1950年（昭和25年）- 札幌市立福移中学校開校[13]。
- 1985年（昭和60年）- 屋上に天文台設置[5]。
- 2022年（令和   4年）- 札幌市立福移小学校および同市立福移中学校制度上の閉校。札幌市立義務教育学校福移学園開校式挙行[3][14][15]。
- 2023年（令和05年）- 札幌市立義務教育学校福移学園開校。第一回入学式挙行[3]。

## 施設
| 階  | 施設 |
| --- | --- |
| 4階 | 天文ドーム |
| 3階 | 屋上、天文ホール |
| 2階 | 6 - 9年の教室、ワークスペース、音楽教室、音楽準備室、職員室、校長室、放送室、相談室、会議室、理科室、 家庭科室、理科・家庭科準備室、生徒会室、トイレ、教材室、アクティブラーニングルーム |
| 1階 | 1 - 5年の教室、体育館、保健室、正面玄関、図書室、多目的室、ワークスペース、プレイルーム、美術教室、技術教室、 機械室、給食準備室、トイレ、教材室、用務員室、アクティブラーニングルーム   |

## 児童生徒数・学級数・職員数
情報はすべて公式サイトからの情報である。
| 年度                | 児童数 | 生徒数 | 合計   | 合計学級数 | 職員数 |
| ------------------- | ------ | ------ | ------ | ---------- | ------ |
| 2022年度(令和4年度) | 67     | 44     | 111    | 9          | 25     |
| 2023年度(令和5年度) | 非公開 | 非公開 | 100    | 9          | 31     |
| 2024年度(令和6年度) | 未公開 | 未公開 | 未公開 | 9          | 未公開 |

## アクセス
- 北海道中央バス 東69「福移学園」停留所より徒歩5分

## 通学区域
- 東区中沼町の一部[16]
- 特認校制度の通学上の条件に合う者[17][18]
  - 目安として自宅から学校まで、1〜3年生が片道40分、4〜6年生が片道60分、後期課程が自力で通学できる距離である[19]。

## 周辺施設等
- 札幌市篠路破砕工場[20]
- 札幌市中沼資源選別センター[21]
- 札幌市中沼青少年キャンプ場[22]（閉鎖[23]）
- 札幌パークゴルフ倶楽部 福移の杜コース[24]
- 篠路福移湿原[25]
- 福移神社[26]
- 福移公民館